# وایسلس ریون شانون
وایسلس ریون شانون (به انگلیسی: Vicellous Reon Shannon) (زاده ۱۱ آوریل ۱۹۷۱) بازیگر آمریکایی است.
از فیلم‌های معروف او می‌توان به بازی در فیلم جنگ هارت، نمی‌توانم صبر کنم و تحریف شده اشاره کرد.